# فهمي دوربين
فهمي سعيد رجب نصيب بيت دوربين (من مواليد 10 أكتوبر 1993) هو لاعب كرة قدم عماني محترف يلعب كمدافع لنادي النصر والمنتخب العماني.

## حياة مهنية
أدرج دوربين في تشكيلة عمان النهائية 23 لكأس العرب 2021 في 18 نوفمبر 2021. في 3 ديسمبر 2021، سجل هدفا في مرماه ضد قطر بنتيجة 2-1.